# 国道B6号 (ナミビア)
国道B6号（こくどうビーろくごう、英:The B6　独:Nationalstraße B6）は、ナミビア東部の国道。この道路はトランスカラハリハイウェイの一部を成す、ウィントフークで国道B1号から分岐し、ゴバビスを経由してボツワナ国境に至る約290kmの国道である。

## 通過自治体
- コマス州
  - ウィントフーク - セーイス
- オマヘケ州
  - ウィトブレイ - ゴバビス - ブイテポス - （ボツワナ国境）